# Hamma (Algeria)
Hamma  è un comune dell'Algeria, situato nella provincia di Sétif.